# Catocala brandti
Catocala brandti és una espècie de papallona nocturna de la subfamília Erebinae i la família Erebidae. Es troba a Grècia, al sud-est de Turquia, Iran i Israel.

## Subespècies
- Catocala brandti brandti (Turquia, Iran i Israel)
- Catocala brandti schaideri Habeler & Hacker, 1999 (Grècia)